# 評議会共産主義
評議会共産主義（ひょうぎかいきょうさんしゅぎ、英：Council communism）または評議会マルクス主義(Council Marxism)とは、共産主義の概念や運動の1つである。
1920年代に生まれ、社会民主主義の改良主義と、レーニン主義の権威主義の両方に反対し、労働者による民主的な労働者評議会(workers' councils)による政府と経済の管理を主張する。左翼共産主義やリバタリアニズム社会主義の概念の1つともされる。

## 概要
評議会共産主義の運動は、1920年代のドイツとオランダで生まれた。その最初の組織は Communist Workers Party of Germany (KAPD)である。評議会共産主義は、左翼共産主義とリバタリアニズム社会主義の両方の中で、理論的および活動的な位置づけとして、現在も続いている。
評議会共産主義の中心思想は、工場や自治体の中から結成された民主的な労働者評議会が労働者階級組織や政府権力の自然な形と考える。この視点は、議会主義などを掲げる改良主義の社会民主主義や、他方では前衛党や民主集中制などを掲げるレーニン主義の思想の両方とは対照的であり、評議会共産主義は社会民主主義とレーニン主義の両方に反対する。
評議会共産主義の中核概念は、政府も経済も、職場で選挙され権限委譲され常にリコール可能な労働者評議会によって管理されるべきとする。このため評議会共産主義の支持者は、権威主義や「国家社会主義」、「国家資本主義」、計画経済などの概念に反対する。更に、革命を指導する党は必ずしも一党独裁ではないと信じているため、「革命的な党」という概念にも反対する。
評議会共産主義は、労働者が労働者評議会の連合を通して生産することを欲する労働者の民主主義を支持する。
評議会共産主義は、自治運動などの反権力主義や反レーニン主義などと同様に、レーニン主義の思想を権威主義と批判して前衛党の概念を拒絶するため、いくつかの視点ではアナキズムとの類似性があるともされる。

## 参考資料・外部リンク
- Anton Pannekoek
  - Workers’ Councils, AK Press, 2003
  - Anton Pannekoek Archive
  - Herman Gorter, Sylvia Pankhurst, Otto Rühle, 'Non-Leninist Marxism: Writings on the Workers Councils'.  St Petersburg, Florida: Red and Black Publishers, 2007.  ISBN 978-0-979-1813-6-8.
- Collective Action Notes A collection of Council Communist and other anti-authoritarian marxist literature
- Communism or Reforms two articles by Sylvia Pankhurst and Anton Pannekoek, first published in the Workers Dreadnought in 1922. First published as a pamphlet in 1974 by Workers Voice, a Communist group based in Liverpool.
- Kurasje ”The Council Communist Archive”
- Lenny Flank, 'Philosophy of Revolution: Towards a Non-Leninist Marxism'.  St Petersburg, Florida: Red and Black Publishers, 2007. ISBN 978-0-979-1813-8-2.
- The communist tendency in history
- Libertarian Communist Library Largest online archive of Council Communist texts.
- Paul Mattick, Paul Mattick Archive
- Peter Rachleff Marxism and council communism : the foundation for revolutionary theory for modern society. New York, N.Y.: Revisionist Press, 1976. Chapter 8: Council communist theory
- Harry Cleaver Reading Capital Politically